# Djidja
Djidja  ist eine Stadt, ein Arrondissement und eine 2184 km² große Kommune in Benin. Sie liegt im Département Zou. 

## Demografie und Verwaltung
Das Arrondissement Djidja hatte bei der Volkszählung im Mai 2013 eine Bevölkerung von 23.781 Einwohnern, davon waren 11.632 männlich und 12.149 weiblich. Die gleichnamige Kommune zählte zum selben Zeitpunkt 123.542 Einwohner, davon 59.794 männlich und 63.748 weiblich.
Die elf weiteren Arrondissements der Kommune sind Agondji, Agouna, Dan, Dohouimè, Gobè, Monsourou, Mougnon, Oungbègamè, Outo, Setto und Zoukou. Kumuliert umfassen alle zwölf Arrondissements 95 Dörfer.